# 2011 în astronomie
2008 - 2009 - 2010 - 2011 - 2012 - 2013 - 2014